# سی‌اس‌اس ساوانا (ناو کوچک توپدار)
سی‌اس‌اس ساوانا (ناو کوچک توپدار) (به انگلیسی: CSS Savannah (gunboat)) یک کشتی بود. این کشتی در سال ۱۸۵۶ ساخته شد.